# 卡米亞努瓦特卡 (布拉特西克區)
47°54′33″N 31°38′24″E / 47.90917°N 31.64000°E
卡米亞努瓦特卡（烏克蘭語：Кам'януватка），是烏克蘭南部的村莊，隸屬尼古拉耶夫州的沃茲涅先斯克區。該村面積0.92平方公里，海拔高度98米，2001年人口389，人口密度每平方公里422.8人。